# Đội tuyển bóng đá quốc gia Liên bang Micronesia
Đội tuyển bóng đá quốc gia Liên bang Micronesia là đội tuyển cấp quốc gia của Liên bang Micronesia do Hiệp hội bóng đá Liên bang Micronesia quản lý.

## Đại hội Thể thao Nam Thái Bình Dương
- 1963 tới 1995 - Không tham dự
- 2003 - Vòng bảng
- 2007 tới 2011 - Không tham dự